# Chickasaw County (Mississippi)
Das Chickasaw County ist ein County im US-amerikanischen Bundesstaat Mississippi. Das U.S. Census Bureau hat bei der Volkszählung 2020 eine Einwohnerzahl von 17.106 ermittelt. Die Bevölkerungsdichte lag bei 13,2 Einwohnern pro km².
Die Verwaltungssitze (County Seat) sind Houston und Okolona. Das Chickasaw County gehört damit zu den zehn Countys in Mississippi, die zwei County-Verwaltungen haben.

## Geografie
Das County liegt im mittleren Nordosten von Mississippi und hat eine Fläche von 1306 Quadratkilometern, wovon sieben Quadratkilometer Wasserfläche sind. Auf dem Gebiet des Countys entspringt mit dem Yalobusha River einer der beiden Quellflüsse des Yazoo River, eines linken Nebenflusses des Mississippi. An das Chickasaw County grenzen folgende Nachbarcountys:
|                | Pontotoc County | Lee County    |
| Calhoun County |                 | Monroe County |
| Webster County |                 | Clay County   |

## Geschichte
Das Chickasaw County wurde am 9. Februar 1836 aus Teilen des Choctaw-Lands gebildet. Benannt wurde es nach den Chickasaw, einem nordamerikanischen Indianervolk.
Zehn Bauwerke und Stätten des Countys sind im National Register of Historic Places eingetragen (Stand 1. Februar 2018).

## Demografische Daten
Nach der Volkszählung im Jahr 2010 lebten im Chickasaw County 17.392 Menschen in 6673 Haushalten. Die Bevölkerungsdichte betrug 13,4 Einwohner pro Quadratkilometer. In den 6673 Haushalten lebten statistisch je 2,58 Personen.
Ethnisch betrachtet setzte sich die Bevölkerung zusammen aus 55,5 Prozent Weißen, 42,9 Prozent Afroamerikanern, 0,2 Prozent amerikanischen Ureinwohnern, 0,4 Prozent Asiaten, 0,1 Prozent Polynesiern sowie aus anderen ethnischen Gruppen; 0,9 Prozent stammten von zwei oder mehr Ethnien ab. Unabhängig von der ethnischen Zugehörigkeit waren 3,7 Prozent der Bevölkerung spanischer oder lateinamerikanischer Abstammung.
26,2 Prozent der Bevölkerung waren unter 18 Jahre alt, 59,2 Prozent waren zwischen 18 und 64 und 14,6 Prozent waren 65 Jahre oder älter. 52,5 Prozent der Bevölkerung war weiblich.

Das jährliche Durchschnittseinkommen eines Haushalts lag bei 30.395 USD. Das Pro-Kopf-Einkommen betrug 15.978 USD. 24,9 Prozent der Einwohner lebten unterhalb der Armutsgrenze.

## Ortschaften im Chickasaw County
| Citys - Houston - Okolona | Towns - New Houlka | Villages - Woodland |

Unincorporated Communities
| - Anchor - Atlanta - Buena Vista - Egypt | - McCondy - Pyland - Shake Rag - Sonora | - Sparta - Thorn - Trebloc - Van Vleet |

## Gliederung
Das Chickasaw County ist in fünf durchnummerierte Distrikte eingeteilt:
| Distrikt | Einwohner (2010) | FIPS     |
| -------- | ---------------- | -------- |
| 1        | 3077             | 28-90081 |
| 2        | 3370             | 28-90819 |
| 3        | 3429             | 28-91557 |
| 4        | 3836             | 28-92295 |
| 5        | 3680             | 28-93033 |